# Јужна стаза
Јужна стаза је југословенски и македонски филм први пут приказан 1. јуна 1982. године. Режирао га је Стево Црвенковски а сценарио су написали Стево Црвенковски и Гојко Шкарић.

## Улоге
| Глумац                 | Улога   |
| ---------------------- | ------- |
| Маја Оџаклијевска      | Ана     |
| Петре Арсовски         | Гјоргји |
| Неда Арнерић           |         |
| Александар Берчек      |         |
| Киро Ћортошев          |         |
| Сабина Ајрула          |         |
| Никола Коле Ангеловски |         |
| Марин Бабић            | Данчо   |
| Јорданчо Чевревски     |         |
| Илија Џувалековски     |         |
| Мустафа Јашар          |         |
| Панче Камџик           |         |
| Младен Крстевски       |         |
| Сејфула Љутви          |         |
| Ердоан Максут          |         |

Остале улоге  ▼
| Глумац              | Улога |
| ------------------- | ----- |
| Соња Михајлова      |       |
| Томе Моловски       |       |
| Фирдаус Неби        |       |
| Љупчо Петрушевски   |       |
| Димитар Спасески    |       |
| Димитар Станковски  |       |
| Милица Стојанова    | Неда  |
| Душица Стојановска  |       |
| Силвија Стојановска |       |
| Владимир Талевски   |       |
| Мајда Тушар         |       |
| Славица Зафировска  |       |